# Madhya Pradesh Vikas Congress
Der Madhya Pradesh Vikas Congress (MPVC, „Fortschritts-Kongress von Madhya Pradesh“) war eine vorübergehende Abspaltung von der Kongresspartei im indischen Bundesstaat Madhya Pradesh.

## Parteigeschichte
Der MPVC wurde 1996 durch Madhavrao Scindia gegründet. Scindia hatte in den vorangegangenen zwei Jahrzehnten zur Politprominenz der Kongresspartei in Madhya Pradesh gehört und saß seit der Wahl 1980 durchgehend als Abgeordneter für die Kongresspartei in der Lok Sabha. Bei den Wahlen 1984, 1989 und 1991 war er jeweils im Wahlkreis Gwalior für die Kongresspartei erfolgreich gewesen. 1991 bis 92 und 1995 bis 1996 war er Minister im Kabinett von Premierminister Narasimha Rao, zunächst als Minister für Zivilluftfahrt, später als Minister für die Entwicklung von Humanressourcen. 1996 geriet er jedoch in die Kritik, da ihm eine Verwicklung in den hawala-Bestechungsskandal vorgeworfen wurde. Scindia trat daraufhin von seinem Ministeramt zurück und wurde auf Betreiben von Premierminister Rao auch nicht als Kandidat der Kongresspartei im Wahlkreis Gwalior bei der anstehenden Parlamentswahl 1996 nominiert. Aus Enttäuschung darüber verließ Scindia die Kongresspartei und gründete eine eigene Partei, Madhya Pradesh Vikas Congress, für die er bei der Wahl 1996 antrat und den Wahlkreis Gwalior erneut gewann. Nach der Wahl unterstützten er und der MPVC zunächst die United Front-Regierung von Premierminister Deve Gowda.
Nachdem Rao vom Parteivorsitz der Kongresspartei zurückgetreten war und Sitaram Kesri seine Nachfolge als Parteivorsitzender angetreten hatte, schloss sich Scindia zusammen mit dem MPVC wieder der Kongresspartei an.